# Damián Lanza
Damián Enrique Lanza Moyano (* 10. April 1982 in Cuenca) ist ein ecuadorianischer ehemaliger Fußballtorhüter.

## Karriere

### Verein
Lanza wurde in Cuenca geboren, als sein Vater, der Argentinier Enrique Lanza, dort als Stürmer spielte. Seine Mutter Antonia del Rosario Moyano ist ebenfalls Argentinierin. Nachdem Enrique Lanzas Engagements in Ecuador 1982 endeten, kehrte die Familie nach Buenos Aires zurück, wo Damián aufwuchs. Er spielte in einer Jugendmannschaft von Independiente, jedoch ohne große Perspektive für eine Profikarriere. Im Alter von 19 Jahren beschloss er, nach Ecuador zu gehen und wurde in die U20-Mannschaft des Erstligisten CS Emelec aus Guayaquil aufgenommen. Zur Saison 2004 wechselte er als dritter Torhüter zu Deportivo Cuenca. Im April 2004 gab er sein Erstligadebüt bei einem Auswärtsspiel gegen Macará in Ambato, nachdem der erste Torhüter gesperrt worden war und sich der zweite verletzt hatte. Lanza hielt in seinem ersten Spiel einen Elfmeter. In seinem dritten Spiel gegen den Tabellenführer Liga de Quito erzielte er mit einem Befreiungsschlag ein Tor und hielt in der letzten Minute einen Elfmeter und sicherte damit den 1:0-Sieg seiner Mannschaft.
Er blieb die ersten 441 Minuten seiner Karriere ohne Gegentor und sorgte durch seine Leistungen in Ecuador für Aufsehen. In seiner ersten Saison wurde er mit Deportivo Cuenca ecuadorianischer Meister, im zweiten Jahr gewann seine Mannschaft immerhin die Vizemeisterschaft des Clausura-Turniers 2005. Zur Saison 2006 wechselte Lanza zu SD Aucas in die Hauptstadt Quito. Nach der Weltmeisterschaft 2006 wurde er dort aus dem Kader gestrichen. Lanza, der auch einen italienischen Pass besitzt, begab sich auf Vereinssuche nach Europa, von wo er aber zunächst erfolglos zurückkehrte und bei El Nacional Quito und CD Olmedo Riobamba trainierte. Kurz vor einem Wechsel zu Olmedo stehend, unterschrieb er Ende Januar 2007 einen Vertrag beim italienischen Zweitligisten AC Arezzo, für den er zwei Ligaspiele absolvierte. Kurz nach Beginn der Saison 2007/08 wurde er für eine Spielzeit vom CFC Genua als dritter Torhüter verpflichtet. Vor der Saison 2008/09 absolvierte er ein Probetraining bei Wisła Krakau, das jedoch nicht zu einem Vertrag führte. 2009 kehrte er in die Heimat zurück und spielte als dritter Torwart bei CS Emelec. In der Saison 2010 bestritt er 17 Erstligapartien für CD Olmedo (aus Riobamba), bevor er zur Saison 2011 zum FC Manta wechselte. Nach der Saison wechselte er zu Barcelona SC Guayaquil. In seinen sechs Jahren kam er nie über die Rolle des Ersatzmannes hinweg. Nach einer Spielzeit 2018 bei CD Clan Juvenil ging er in die Dritt- und Viertklassigkeit.

### Nationalmannschaft
Lanza spielte bisher fünfmal im ecuadorianischen Nationalteam. Sein Debüt gab er am 13. Juli 2004, drei Monate nach seinem Erstligadebüt, bei einem 1:2 gegen Mexiko bei der Copa América 2004 in Peru, als er zur zweiten Halbzeit für Jacinto Espinoza eingewechselt wurde. Er stand bei der Fußball-Weltmeisterschaft 2006 im Aufgebot Ecuadors, obwohl er sich bei Aucas in der laufenden Saison erst zwei Spieltage vor der WM als erster Torhüter durchsetzen konnte. Eingesetzt wurde er in diesem Turnier jedoch nicht.

## Erfolge
- Teilnahme an der Fußball-WM 2006 in Deutschland
- Teilnahme an der Copa America 2004 in Peru
- Ecuadorianischer Meister 2004 und Vizemeister Clausura 2005 (mit Deportivo Cuenca)

| Personendaten    | Personendaten                                     |
| ---------------- | ------------------------------------------------- |
| NAME             | Lanza, Damián                                     |
| ALTERNATIVNAMEN  | Lanza Moyano, Damián Enrique (vollständiger Name) |
| KURZBESCHREIBUNG | ecuadorianischer Fußballspieler                   |
| GEBURTSDATUM     | 10. April 1982                                    |
| GEBURTSORT       | Cuenca                                            |